# Somogyvár
Somogyvár (horvátul: Šemudvar) község Somogy vármegyében, a Fonyódi járásban. A középkorban a vármegye székhelye és hiteleshely volt.

## Fekvése
Kaposvár és Fonyód között fekszik a két várost összekötő 6701-es út mentén, Lengyeltótitól délre, Lengyeltóti, Öreglak, Pamuk, Osztopán és Somogyvámos között. A község területén ágazik ki az előbbi útból a 67 112-es számú mellékút, Somogyvámosra. Közigazgatási területének északi részét dúrolja még az Öreglak-Marcali közti 6704-es út is.
A hazai vasútvonalak közül a Kaposvár–Fonyód-vasútvonal érinti, amelynek itt egy megállási pontja van, Somogyvár megállóhely, amely közúton a 67 313-as úton érhető el.

## Története
A település már a bronzkorban is lakott volt. A történelmi hagyomány szerint a Somogyi hercegséget öröklő Koppány vezérnek a mai Somogyvár területén vagy a közelében volt a vezéri szállása, és innen indultak lázadó csapatai Veszprém ostromára 997-ben. A közeli Kupa-várhegyen végzett ásatások során egyértelműen bizonyították, hogy az 1091-ben Szent László király által felszentelt Szent Egyed bencés monostor körül valószínűleg csak a 12. században épült várfal.
A László király által Franciaországból behívott bencés szerzetesek számára 1091 és 1095 között építtetett apátság a kor egyik legnagyobb és legelegánsabb létesítménye volt. Hozzávetőleg 2,5 hektáron terült el lombardiai román stílusban építve. Az apátság szerzeteseit a Saint-Gilles-i apátság küldte Magyarországra. Valamennyien franciák voltak, s az alapítás után is még hosszú időn át minden barátot Franciaországból küldtek ide. Egyikük volt az a Gallus Anonymus nevű krónikás, aki találkozott a bűnbocsánatért Somogyvárra elzarándokoló III. Boleszláv lengyel fejedelemmel, majd annak krakkói udvarában 1115 körül megírta a Lengyel krónikát. A mű számos magyar történelmi adatot is tartalmaz.
Az apátságban a középkor jelentős kultikus és kulturális központja alakult ki, s az 1220-as évektől már hiteleshelyi levéltárként is működött. A királyi birtokon létesített épületegyüttes egyúttal ispánsági központ volt, azaz a vármegyeszékhely szerepét is betöltötte. A somogyvári királyi vár 1163-tól gyakran szerepelt okleveleinkben. A 13. század végén Henrik fia Miklós foglalta el, akitől rövid idő után III. András király szerezte vissza. Luxemburgi Zsigmond király 1410-ben királyi városként adományozta Marczali Miklósnak és Dénesnek. Ekkorra a vár már romos állapotba került, a Marczaliak sem építettek újjá, és ezután sem szerepel okleveleinkben.
Az 1474-ben kötött örökösödési szerződés alapján a Báthoriakat iktatták be Somogyvár település és tartozékainak birtokába, melyre 1495-ben királyi adományt is kaptak. Később az enyingi Török család birtokába került a terület.
A kolostort és a templomot hozzávetőlegesen a 16. század első feléig használta a rend. A török veszély erősödésével, a mohácsi vereség után végvárrá kezdték átépíteni a templomot és a kolostorépületet. A főkapukat, ablakokat befalazták, a templomtornyokból bástyákat alakítottak ki. A nyugati homlokzat elé egy kisebb őrtorony épült. Az 1543-ban ideérkező török csapatok azonban megostromolták és kifosztották az apátságot. A szerzetesek később nem tértek vissza. A törökök erődítményül használták az épületeket, majd az egykor pompás kolostorépület és a hatalmas templom lassan az enyészeté lett.
A török megszállás idején szerb határőröket (iflákokat) telepítettek le a településen, akik az őslakosokkal szemben kedvezményekben részesültek. A törökök kiűzése után, 1677-ben Széchényi György kalocsai érsek nyerte adományul a települést, amely egészen a 20. századig a család birtokában maradt.
Leírás a településről a 18. század végén:		
```
"SOMOGYVÁR: Horvát falu Somogy Várm. földes Ura G. Szécsényi Uraság, lakosai katolikusok, jobbára magyarúl is beszéllnek, fekszik Marczalihoz 3 órányira, ’s ehez az Uradalomhoz tartozik, határos vele a’ Várallyai puszta, melly közönségesen Hegyesdnek hivattatik. Hajdan itten vala Kupa Hertzegnek Vára; erős, és tágas vóltát sántzai bizonyíttyák; némelly üregeiből a’ lakosok pintzéket tsináltak, mély kúttyai már bétőltettek, egy közzűlök ez előtt mintegy 30 esztendővel. Sok jelekből lehet itélni hajdani fényét, ’s nagyságát. Már most a’ hol Kupa Hertzeg országlott, szőlőkkel van béűltetve, ’s bús tsendesség van, a’ hajdani pompás udvari zsibongás helyett. Mezeje 2 osztálybéli, szántóföldgye, erdeje, réttye elegendő van; szőleji silány bort teremnek; vagynak jó malmai is."
 			
(
Vályi András
: 
Magyar országnak leírása
, 
1796
–
1799
)
```

1914-ben Somogyvárnak 2299 római katolikus vallású lakosa volt.
1972-ben kezdték meg az apátság régészeti feltárását Bakay Kornél régész vezetésével. A munkálatok közel két évtizedig tartottak. Az alapítás 900. évfordulóján, 1991-ben nyitották meg a romokat a látogatók előtt.

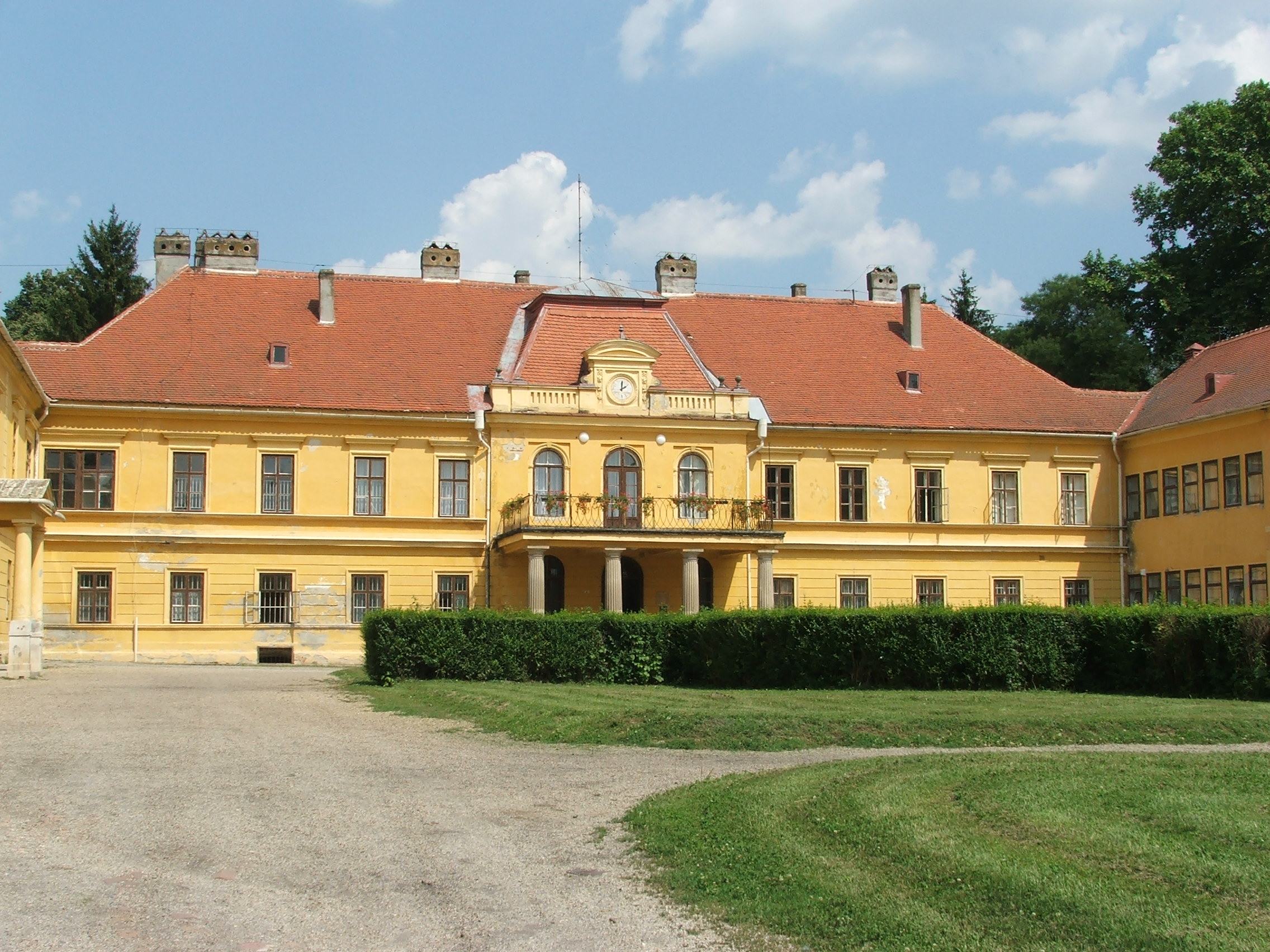
A Széchenyi-kastély főbejárata

## Közélete

### Polgármesterei
- 1990–1994: Dr. Gyenis Sándor (Magyar Néppárt – Nemzeti Parasztpárt)[4]
- 1994–1998: Frank Sándor (független)[5]
- 1998–2002: Móring József Attila (Fidesz)[6]
- 2002–2006: Móring József Attila (Fidesz)[7]
- 2006–2010: Móring József Attila (Fidesz-KDNP)[8]
- 2010–2014: Móring József Attila (Fidesz-KDNP)[9]
- 2014–2019: Gyurákovics László (Fidesz-KDNP)[10]
- 2019–2024: Gyurákovics László (Fidesz-KDNP)[11]
- 2024– : Berkes László (független)[1]

## Népesség
A település népességének változása:
| Lakosok száma | 1803 | 1786 | 1756 | 1559 | 1691 | 1698 | 1653 |
|               | 2013 | 2014 | 2015 | 2021 | 2022 | 2023 | 2024 |

A 2011-es népszámlálás során a lakosok 88%-a magyarnak, 8,1% cigánynak, 1,8% németnek mondta magát (11,1% nem nyilatkozott; a kettős identitások miatt a végösszeg nagyobb lehet 100%-nál). A vallási megoszlás a következő volt: római katolikus 66%, református 4,2%, evangélikus 1,1%, felekezet nélküli 6,2% (22,2% nem nyilatkozott).
2022-ben a lakosság 90,7%-a vallotta magát magyarnak, 13,5% cigánynak, 2,7% németnek, 0,1-0,1% görögnek és szlováknak, 1,4% egyéb, nem hazai nemzetiségűnek (7,8% nem nyilatkozott; a kettős identitások miatt a végösszeg nagyobb lehet 100%-nál). Vallásuk szerint 49,7% volt római katolikus, 2,4% református, 1,1% evangélikus, 0,1% görög katolikus, 0,6% egyéb keresztény, 1,6% egyéb katolikus, 10,5% felekezeten kívüli (32,8% nem válaszolt).
Somogyvár népessége 1949-ben még 2830 főt tett ki, onnatól kezdődően csökkenés ment végbe. 1980-ra 2314 főre, 2001. évre 2035 főre csökkent a lakossága, majd az ezt követő időszakban további csökkenés történt. 

## Nevezetességei
- Szent Egyed bencés apátság romjai (felszentelve: 1091-ben)
- Széchenyi-kastély
- Szentesica forrás
- Műemlék római katolikus templom (1842), amelynek orgonája (egy országosan is egyedülálló, kétmanuálos, tizenhatregiszteres König-orgona) 2015-ben elnyerte az Örökségünk – Somogyország Kincse díjat is.[15]

## Képek

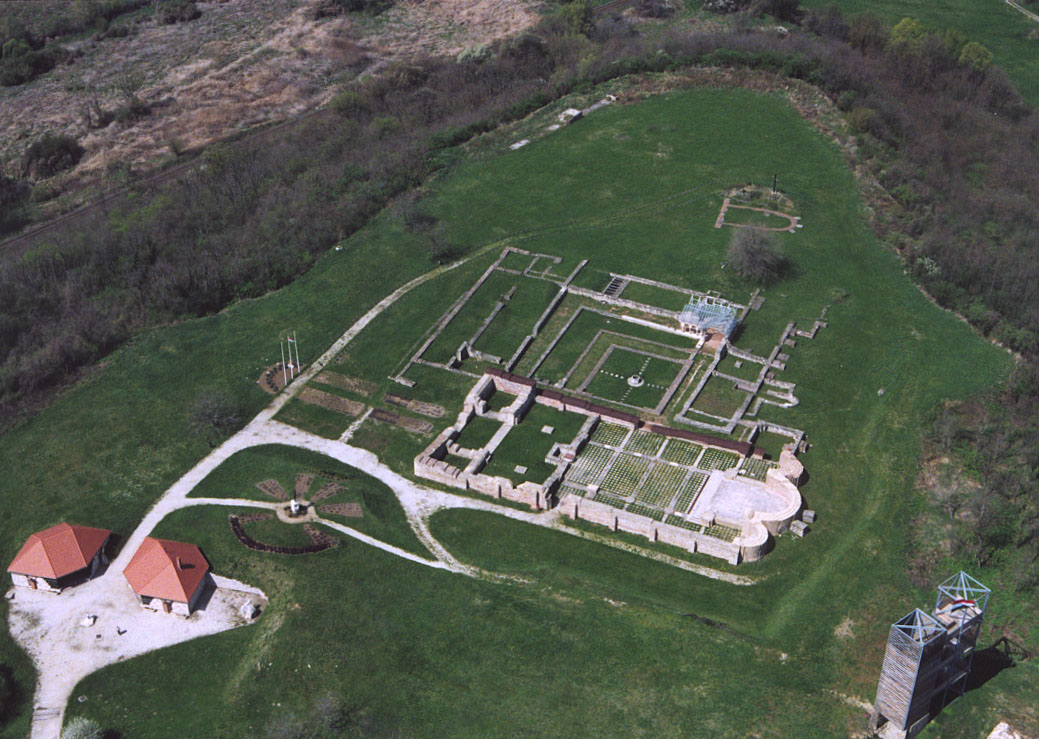
A Szent Egyed apátság romjai légi felvételen
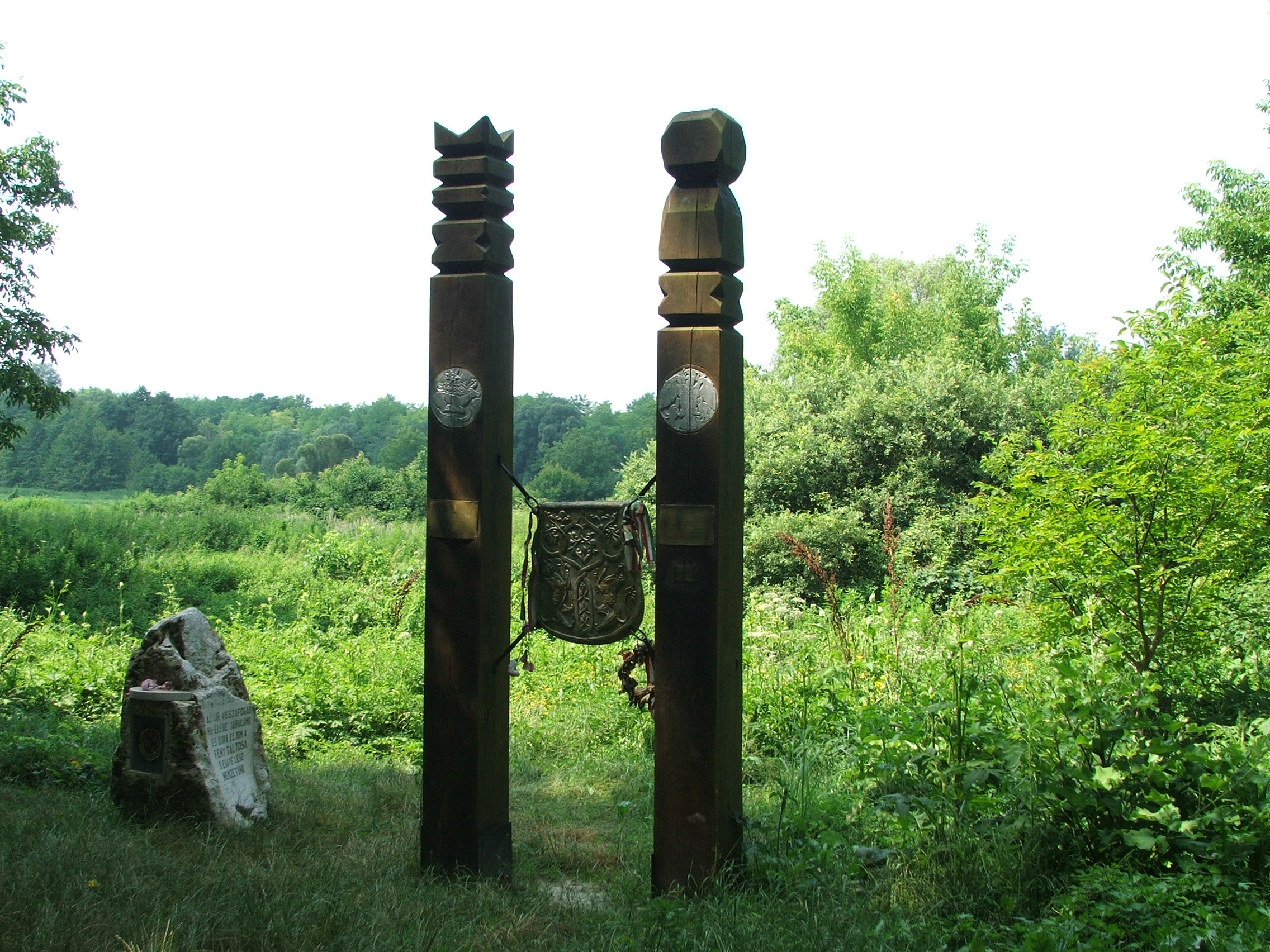
Szentesica forrás
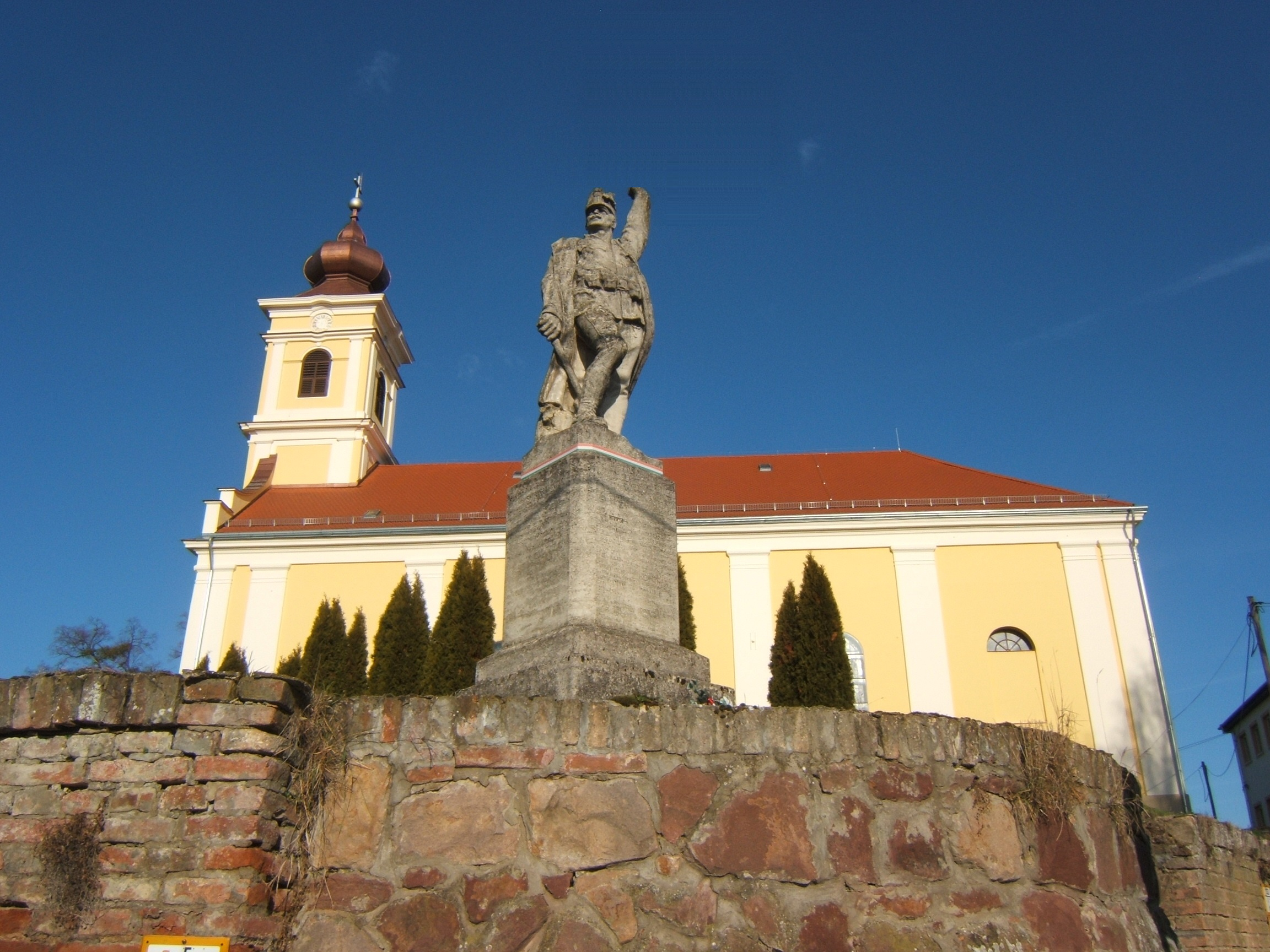
Hősi emlékmű és a templom
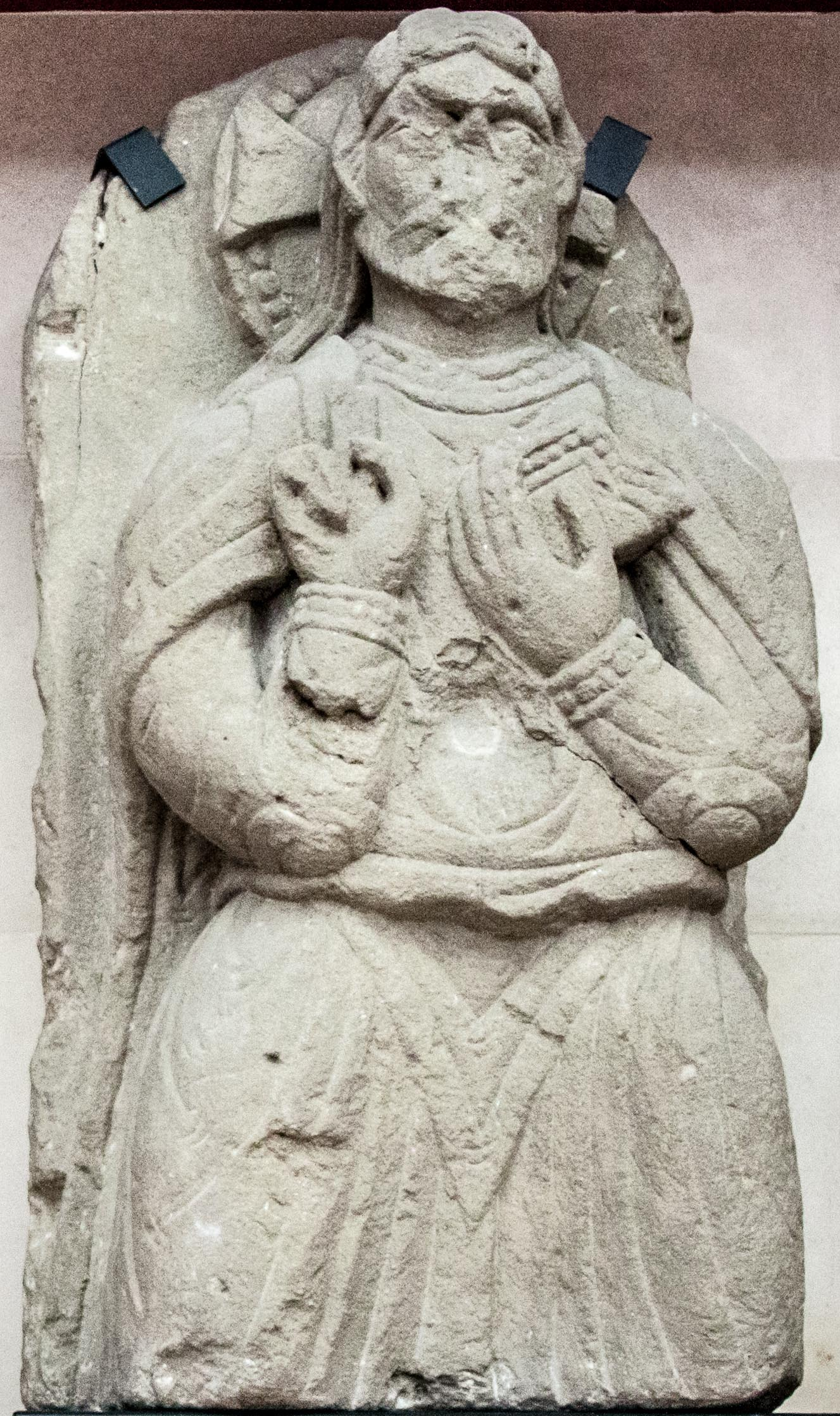
Krisztus-dombormű Somogyvárról a Magyar Nemzeti Múzeumban
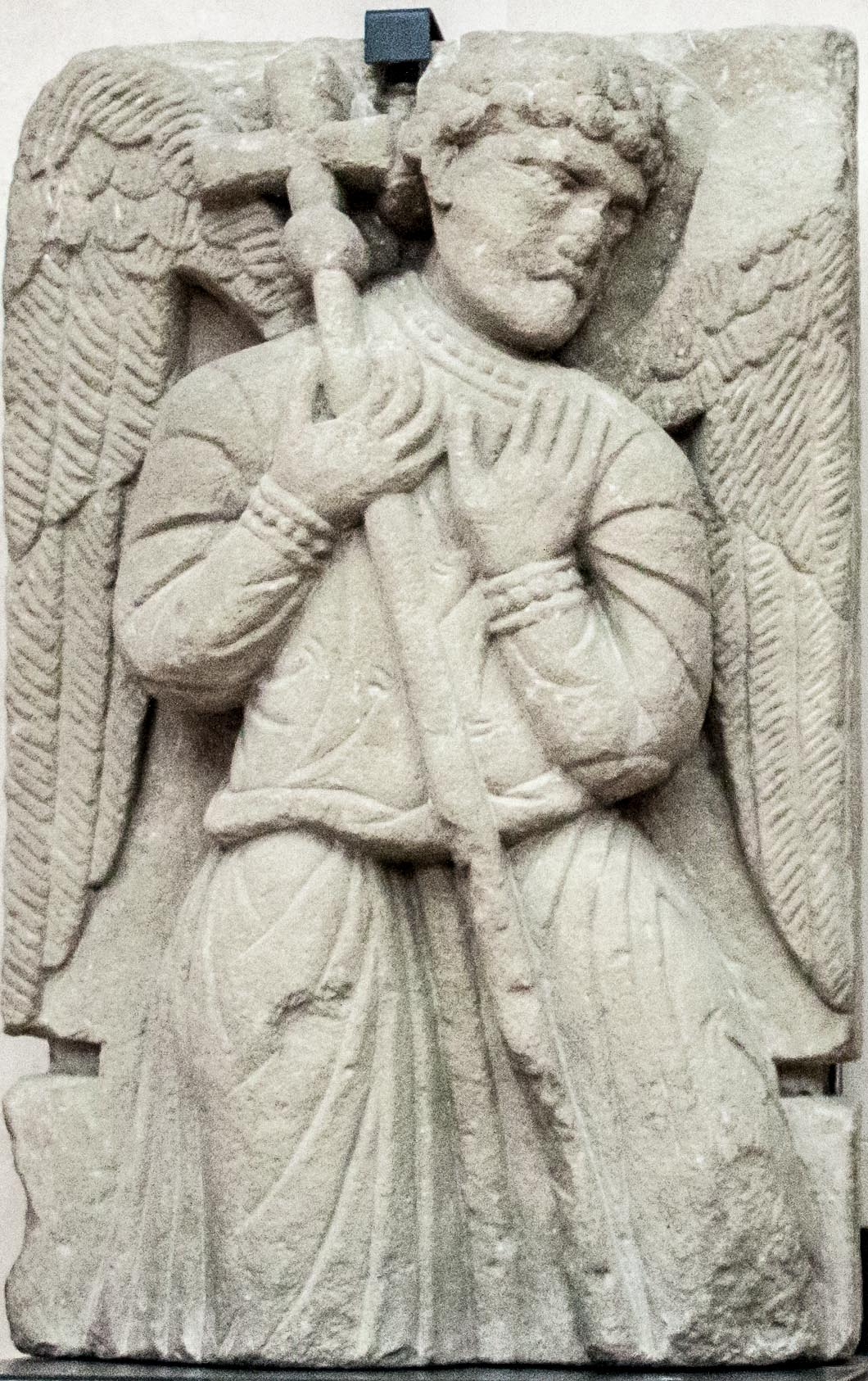
Dombormű angyal-ábrázolással Somogyvárról a Nemzeti Múzeumban
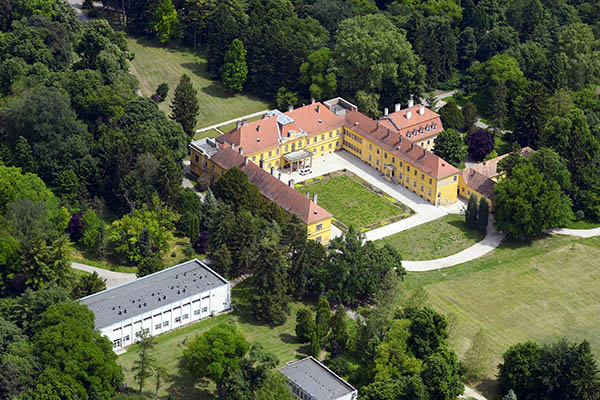
Széchenyi-kastély